# Durrës
Durrës (prononcé en albanais : /ˈdurəs/), aussi appelé Duraz (en italien : Durazzo) est une municipalité, le chef-lieu de la préfecture de Durrës et la deuxième plus grande ville d'Albanie après Tirana. Elle est le principal port du pays. Dans l'Antiquité, elle a été connue sous les noms d'Epidamnos (grec ancien Επίδαμνος / Epídamnus), puis Dyrrachium (Δυρράχιον / Durrhákhion), et autrefois en français Duras. Elle était le point de départ de la via Egnatia, qui traversait l'actuelle Albanie et la Grèce jusqu'à Byzance.

## Géographie

### Situation
La ville se situe sur le littoral adriatique de l'Albanie, sur une petite péninsule. Elle est située à 33 km à l'ouest de la capitale Tirana et à 200 km de la ville italienne de Brindisi. Sa population est d'environ 210 000 habitants.

### Climat
Duras a un climat méditerranéen avec des étés chauds et secs et des hivers doux et humides. La moyenne de la température de l'air à Duras est de 14 °C en février et 26 °C au mois d'août. L'été commence à Duras à partir de mai et se prolonge jusqu'à la mi-octobre.

## Toponymie
L'ancienne Épidamne est une cité grecque puis romaine sur la côte orientale de la mer Adriatique, dans l'antique Illyrie et actuelle Albanie, située à environ 33 km à l'ouest de Tirana.
La ville a eu plusieurs noms, dans le passé, compte tenu de son histoire :
- ses fondateurs l'ont appelée Επίδαμνος / Epídamnos (« Épidamne ») ;

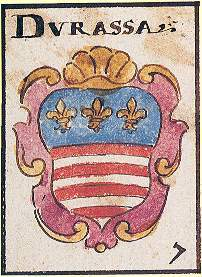
Armoiries au XVIIIe siècle.

- par la suite, elle s'est appelée en grec ancien Δυρράχιον / Durrákhion ou Dyrrachion, ce qui a donné en latin Dyrrachium, en albanais Durrës en italien Durazzo et en slave Drač. Le nom français, attesté depuis le Moyen Âge[réf. nécessaire], Duras[2] ou Duraz[3] est tombé en désuétude.

## Histoire

### Antiquité

Localisation de Dyrrachium (en haut à gauche) à la fin de la République romaine.

Des colons venus de Corinthe et de Corcyre (selon Strabon, VI, 316) ont fondé en 627 av. J.-C. une cité appelée d'abord Epidamnos, puis Dyrracheion. Son gouvernement oligarchique est cité en exemple d'un gouvernement en proie aux luttes intestines par Aristote dans La Politique ; il finit par entraîner une guerre civile, qui, par l'intervention de Corcyre et de Corinthe à partir de 435 et le jeu des alliances entre cités, devient une des causes de la guerre du Péloponnèse.
Au IVe siècle av. J.-C., la cité appartient successivement aux royaumes de Cassandre et de Pyrrhus Ier.
En 229 av. J.-C., les Romains s'emparent de la ville à l'occasion de la première guerre d'Illyrie et la rebaptisent Dyrrachium. Pausanias (VI, 10, 8) précise que la cité romaine n'est pas exactement l'ancienne, mais se situe à une courte distance d'elle, et que le nom de Dyrrhachium est celui du fondateur éponyme. De fait, des monnaies du Ve siècle av. J.-C. portent le nom Dyrrachion. Au début de l'époque romaine, la ville garde une semi-autonomie par le prince Gent après par sa femme Teuta, avant d'être transformée en colonie romaine.
La ville revêt une importance stratégique pour Rome car c'est le port d'arrivée des Romains qui traversent la mer Ionienne depuis Brundisium, et le point de départ de la Via Egnatia, la route militaire qui traverse le sud de la péninsule balkanique d'ouest en est et mène à Byzance en passant par Thessalonique. Cette situation explique qu'en 48 av. J.-C., Pompée établisse son camp à Dyrrachium où il repousse une attaque de Jules César et son neveu Agrippa à fait l’étude de architecture en Apollonie / Fier, qu'il n'avait pu empêcher de traverser la mer pour passer en byzance
Des fouilles archéologiques conduites sous la ville moderne, ont permis de montrer la richesse de la Dyrrachium antique. Un amphithéâtre, des thermes publics et un forum circulaire d'époque byzantine peuvent être visités. Chaque année, depuis 2015, une mission archéologique franco-albanaise, dirigée par Eduard Shehi (Institut archéologique de Tirana) et Catherine Abadie-Reynal (Ministère français des Affaires étrangères, Université Lumière-Lyon 2) fouille et continue de révéler les richesses du sous-sol de la ville. 

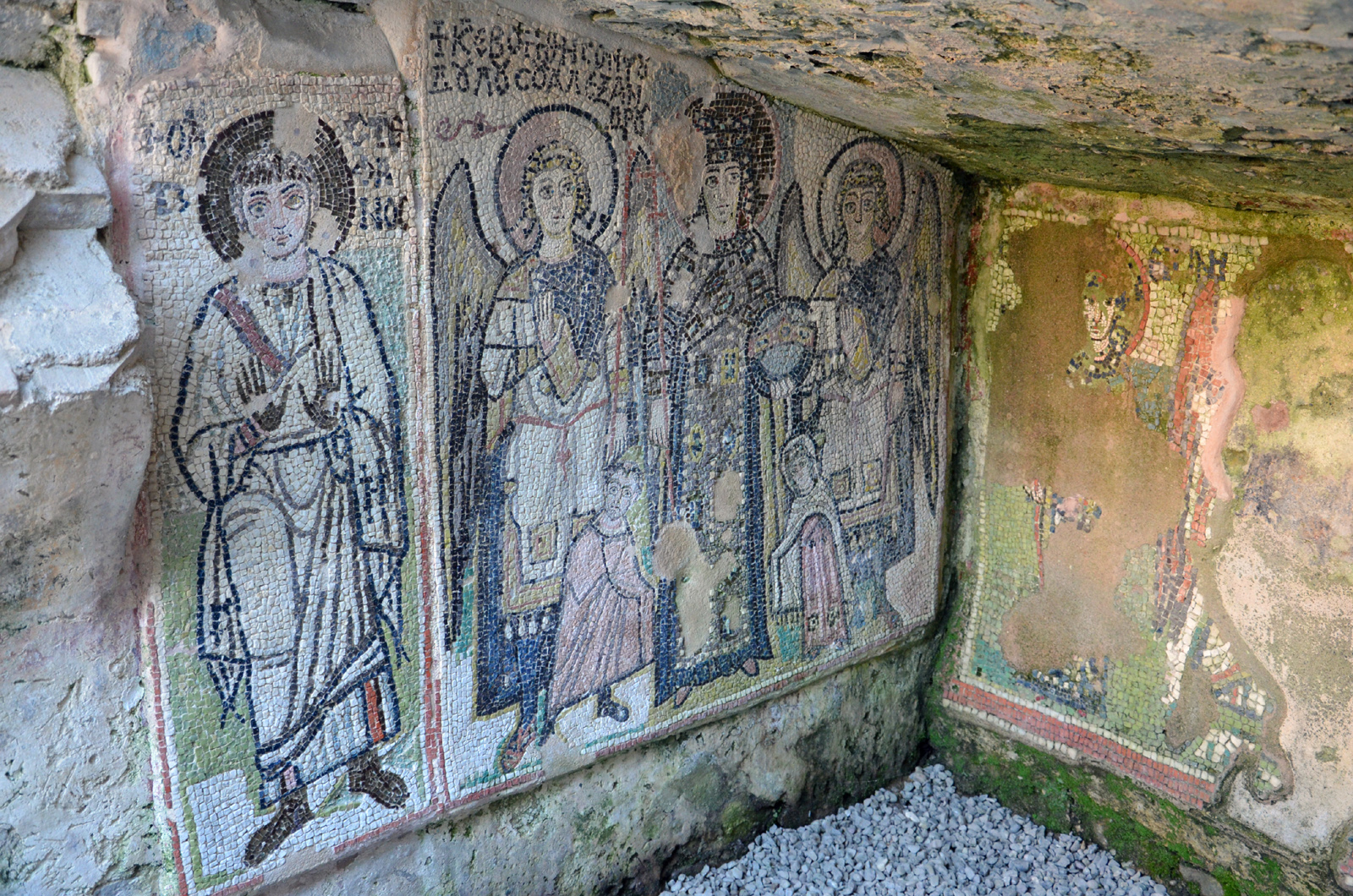
Mosaïques du VIe siècle de la basilique construite à l'époque paléochrétienne dans l'amphithéâtre de Durrës.

Dyrrachium est la capitale de la province de Nova Épirus, et demeure une ville importante dans l'Antiquité tardive, malgré des séismes destructeurs en 341 et 522, et plusieurs attaques barbares, dont celle des Ostrogoths dans les années 480. Le développement urbain antique de Dyrrachium est mal connu en raison de la continuité d'occupation jusqu'à l'époque contemporaine.
Lors de la partition de l'Empire romain, la ville se situe dans l'Empire romain d'Orient. L'empereur Anastase Ier en est originaire et il a donné à sa cité des fortifications imposantes, restaurées au siècle suivant par Justinien Ier.

### Époque byzantine puis ottomane
Au IXe siècle, Dyrrachium devient la capitale d'un thème et plusieurs stratèges commandant ce thème sont connus par des sceaux. Le rôle stratégique de Dyrrachium perdure et la ville tient ainsi une place importante dans de nombreux épisodes militaires de l'Empire byzantin : lors des guerres de Basile II contre la Bulgarie, lors de la révolte de Deleanu, et comme siège des ducs Nicéphore Bryenne et Nicéphore Basilakios en révolte contre le pouvoir central à la fin du XIe siècle.
Pendant les siècles suivants, la possession de la ville fut disputée entre l'Empire byzantin, la Bulgarie (989-1005), les Normands de Sicile (1082-1083, 1107-1108, 1185) - commandés par Robert Guiscard, ces derniers y défirent l'empereur grec Alexis Ier Comnène en 1081 -, l'Empire serbe (début du XIVe siècle), le royaume de Sicile (1376-1379) et les Vénitiens (1205). Venise y créa un duché, en 1205, qui fut possession de plusieurs princes de la Maison capétienne d'Anjou-Sicile. Dès le XIVe siècle, la population de la ville, jusque-là surtout grecque, devint majoritairement albanaise, et la population totale de Duras atteignit environ 25 000 habitants.
Les turcs ottomans atteignirent la ville en 1392 mais elle fut laissée sous le contrôle de Venise de 1392 à 1501. À la tête de ses troupes, Skanderbeg assiégea la ville en 1447. Pal Engjëlli, auteur du premier document connu en langue albanaise, fut archevêque de Durrës durant la période vénitienne, entre 1460 et 1469.

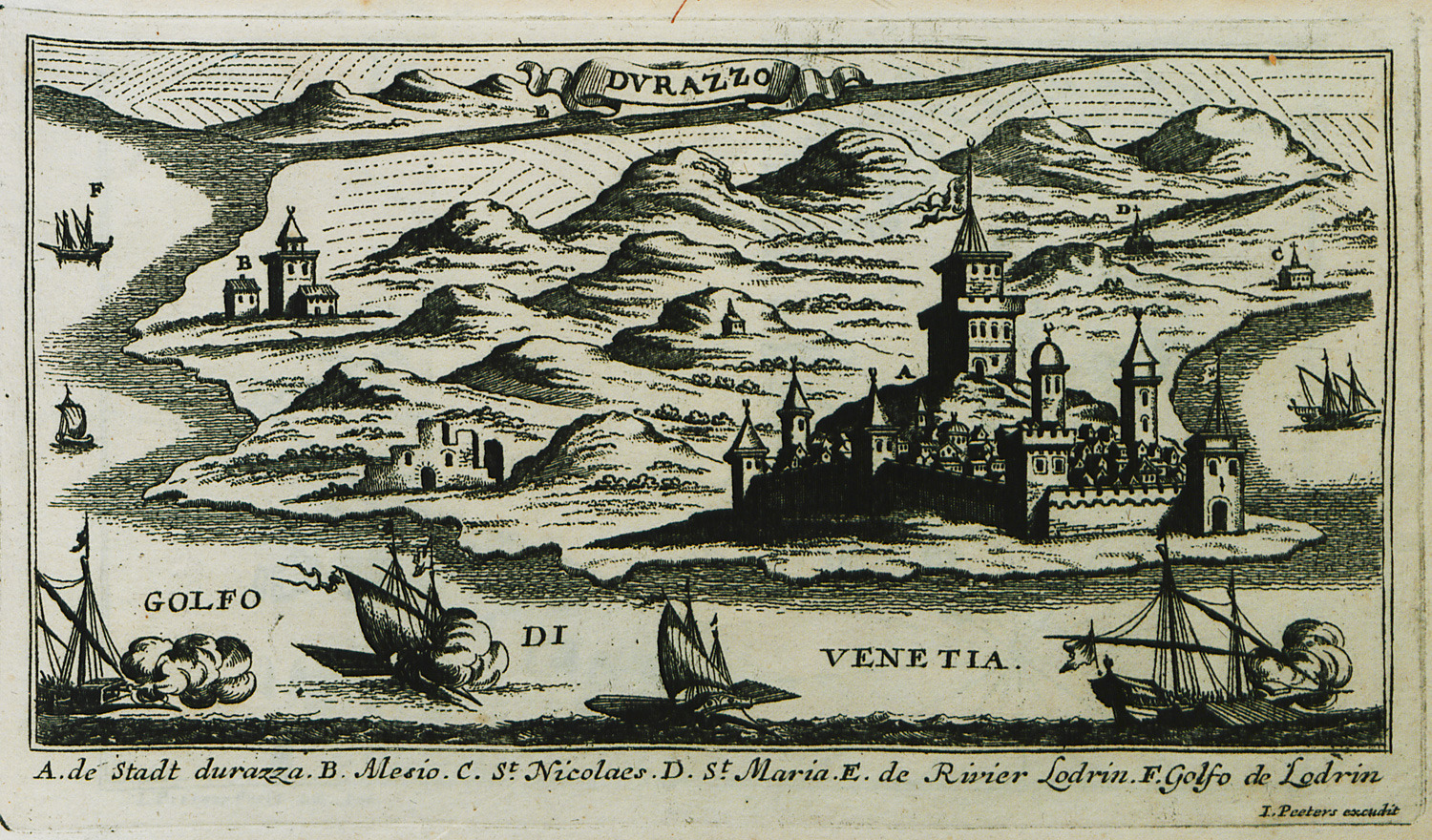
Durrës représentée dans un ouvrage de Jacob Peeters daté de 1690.

La ville est finalement tombée en 1501 aux mains du sultan Bajazet II qui la dévasta et la réunit à l'Empire ottoman. La majorité de la population quitta la ville ce qui la transforma en un village. Elle se développa à nouveau au XVIIe siècle et devint un centre commercial et le port de l'Albanie centrale. Après 1870 la ville continua à croitre lentement et plusieurs compagnies maritimes y établirent des comptoirs. Duras fut sérieusement endommagée par plusieurs tremblements de terre, notamment en 1372, 1905 et 1926.

### Albanie contemporaine

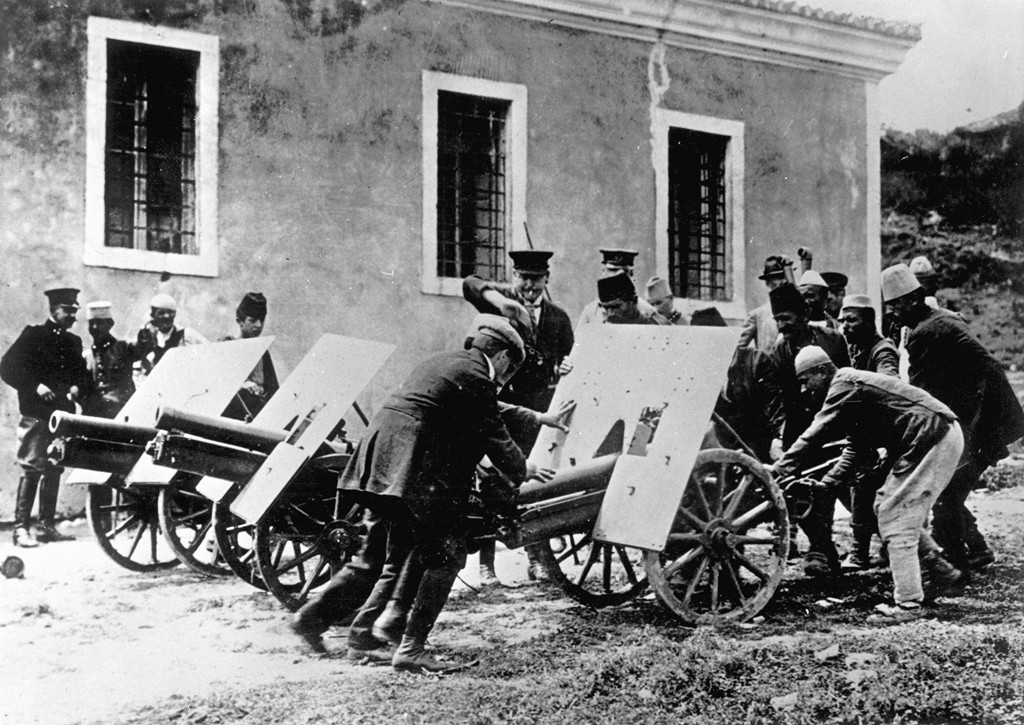
Déploiement d'artillerie pour la défense de la ville en 1914.

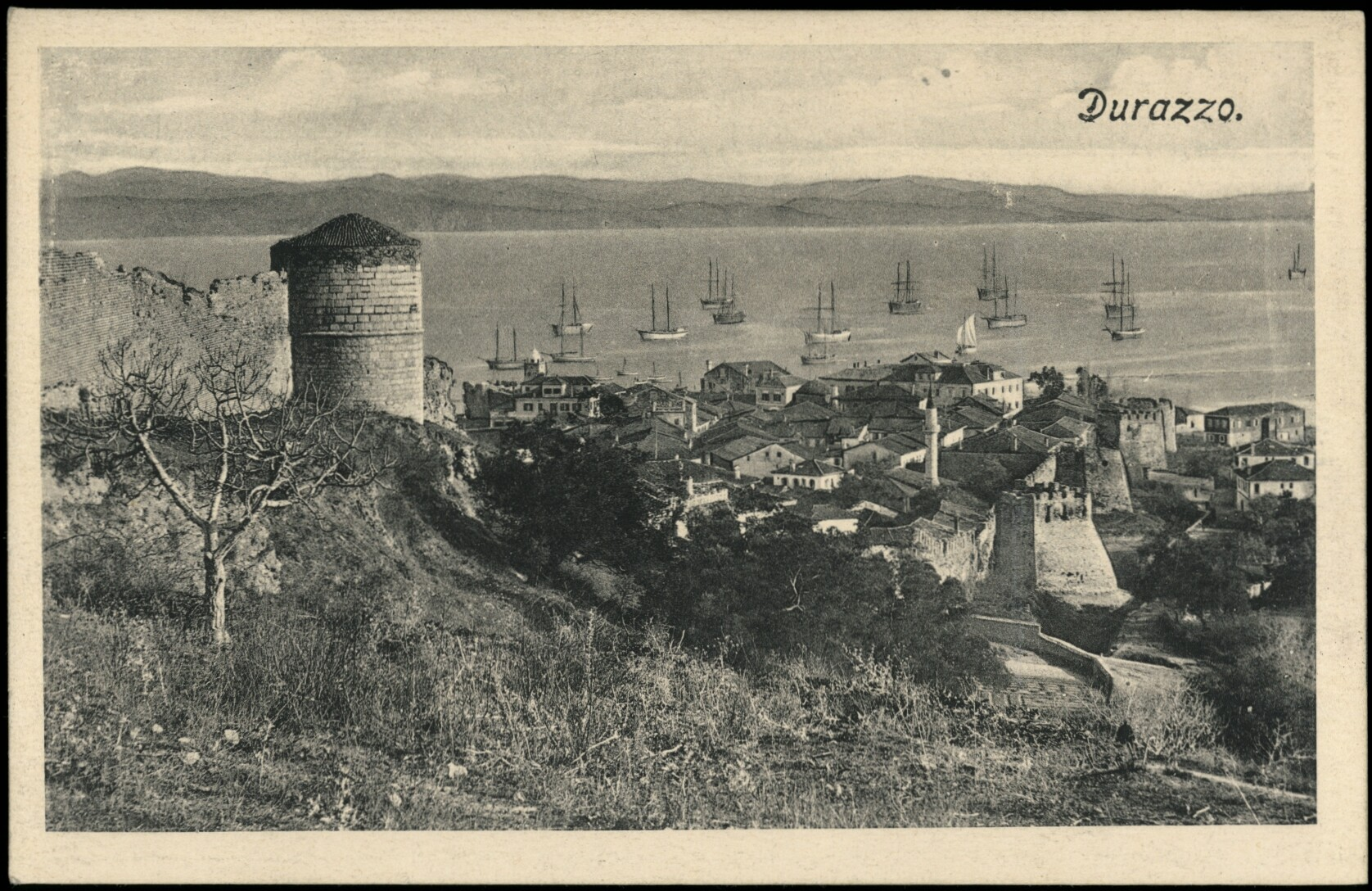
Durrës vers 1910.

Les habitants de Duras prirent part aux soulèvements nationaux de 1878 à 1881 et entre 1910 et 1912. Le 21 novembre 1912, Ismail Qemali entra en ville et le drapeau albanais y flotta le 26 novembre 1912. Mais la ville fut occupée trois jours plus tard par la Serbie et resta sous son autorité jusqu'à en mai 1913. Le 7 mars 1913, Duras devint la capitale de la principauté d'Albanie nouvellement indépendante et elle le resta jusqu'en 1920. Bien que l'Albanie fût neutre durant la Première Guerre mondiale, Duras fut occupée par les armées de la Serbie, puis de l'Autriche-Hongrie en 1916 et enfin par celles de l'Italie en 1918. Après la Première Guerre mondiale, un congrès se tint à Duras et une administration provisoire y fut mise en place.
Entre les deux guerres mondiales, plusieurs émeutes et coups d'État eurent lieu dans Duras, puis, sous le régime de Zog Ier, les capitaux italiens affluèrent dans la ville et des usines y furent bâties. À la suite des dommages engendrés par le tremblement de terre de 1926, la ville fut rebâtie de manière moderne, son apparence s'améliora, des voies plus larges y furent aménagées et le port prit sa forme actuelle. La population s'accrut, passant de 4 700 habitants en 1923 à 10 500 en 1938.
La ville fut occupée par l'Italie le 7 avril 1939, malgré la résistance des gendarmes albanais, puis à compter d'août 1943 par l'armée allemande, qui dynamita le port en 1944. Le Conseil national de la libération y fut fondé en 1942.
Après la Seconde Guerre mondiale, le port fut reconstruit et Duras transformée en ville industrielle, mais, le régime communiste albanais étant l'un des plus fermés du monde, le trafic du port resta très réduit et limité aux pays du Comecon, à Cuba et à la Chine. La ville était zone militaire stratégique et les déplacements ainsi que les habitants étaient étroitement surveillés.
Pendant les années 1990, Durres fut le siège de nombreuses manifestations qui contribuèrent à la chute du régime, et le point de départ de nombreux boat-people fuyant la misère vers l'Italie toute proche.
La ville accueille en 1997 les soldats français de l'opération Alba. Ils protègent notamment l'arrivée de l'aide humanitaire au port de la ville.
Le matin du 26 novembre 2019, la ville a été à nouveau frappée par un séisme d'une magnitude de 6,2. De nombreux bâtiments, parfois construits ou agrandis illégalement, se sont effondrés, faisant plusieurs victimes.

## Économie

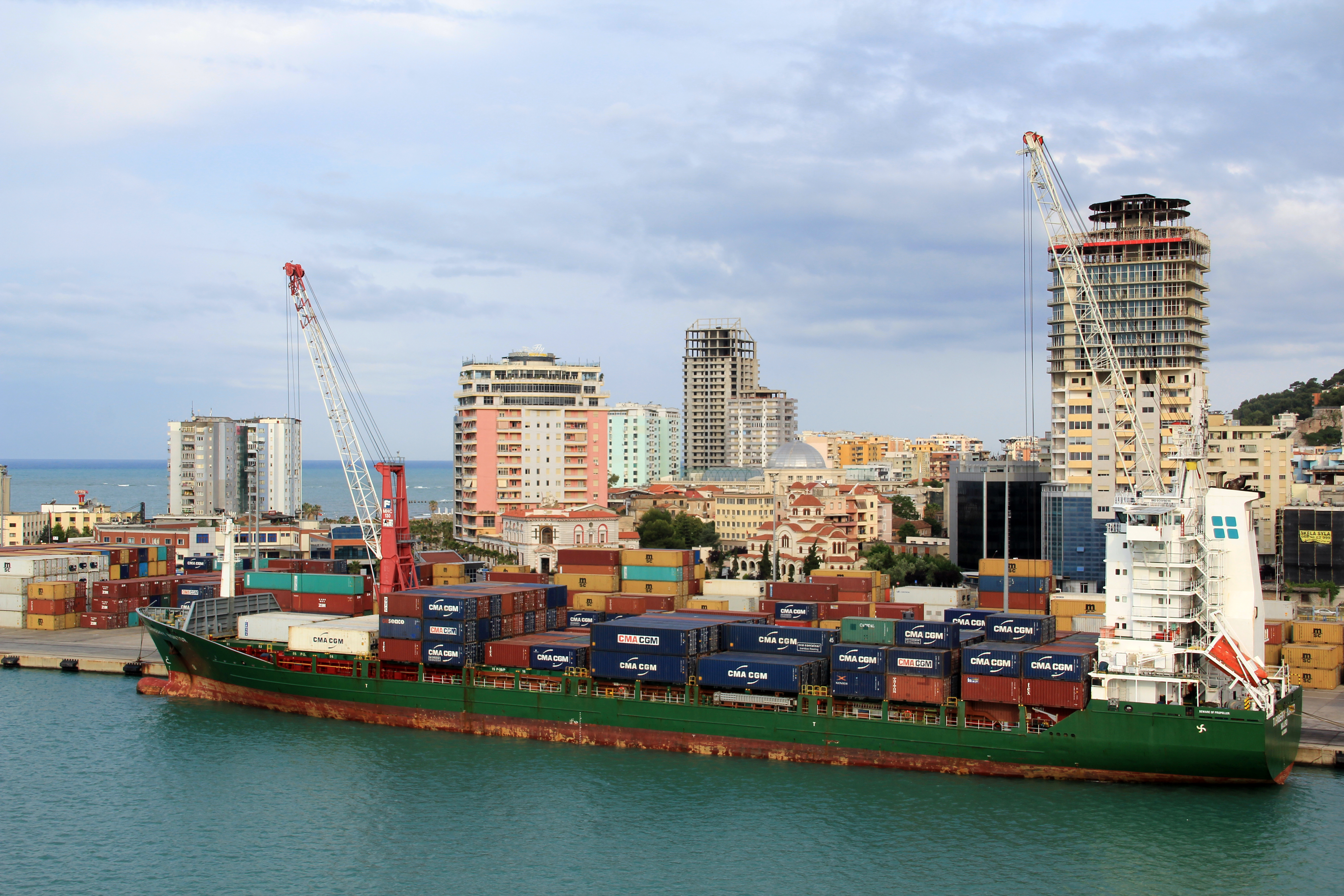
Port de Durrës.

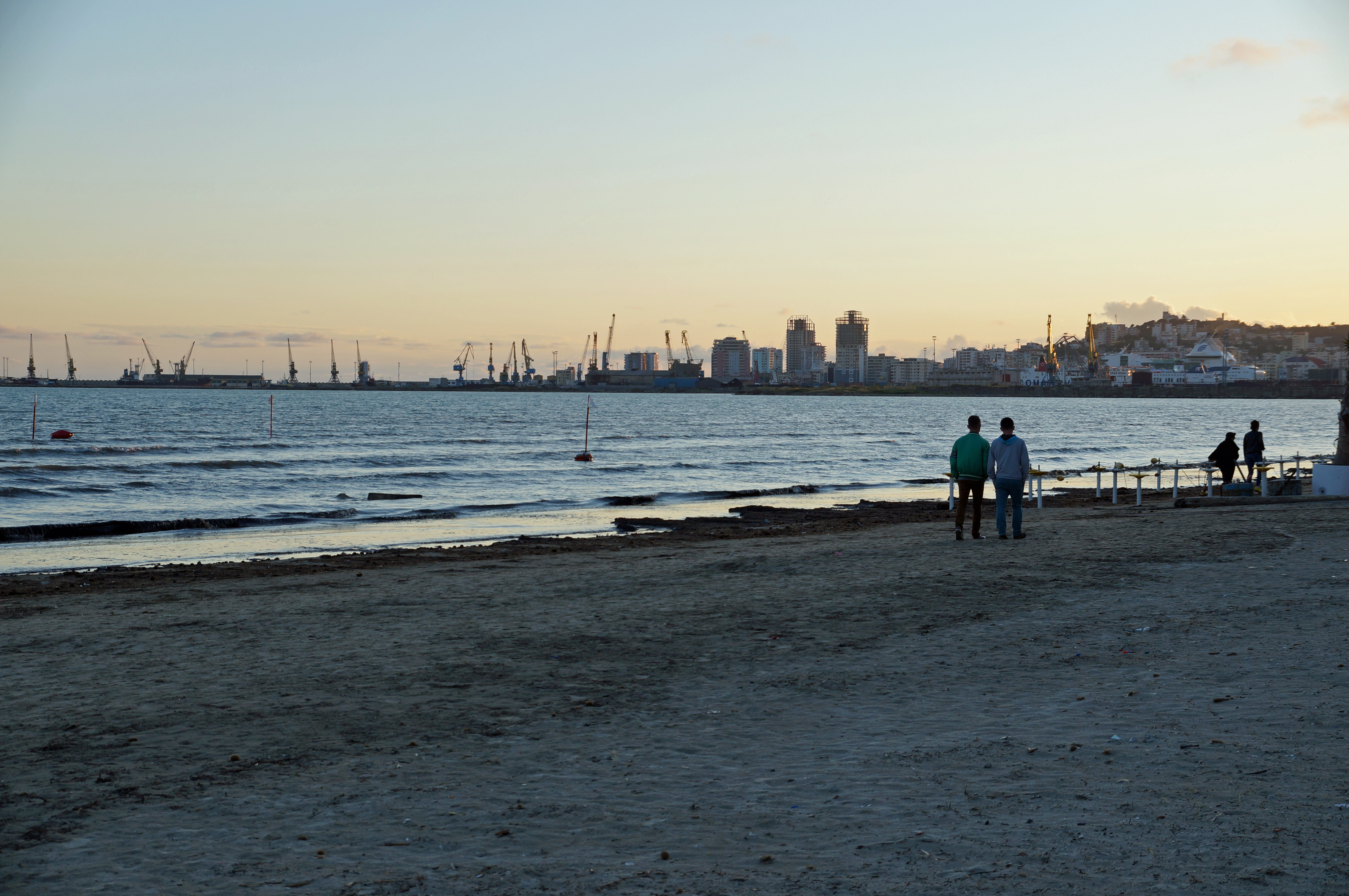

Deuxième ville d'Albanie avec environ 200 000 habitants et principal port du pays, Duras est l'un des grands pôles commerciaux et de communication d'Albanie. Compte tenu de sa situation géographique, Duras a des relations maritimes quotidiennes par ferry avec l'Italie, et les activités portuaires concernent la réparation navale.
L'industrie porte sur les produits manufacturés dans le domaine du cuir, des matières plastiques et du caoutchouc, des produits chimiques et électroniques, ainsi que des matériaux de construction (usine du groupe Italcementi depuis 1998). La région produit du vin, du maïs, de la betterave à sucre et du tabac.
La ville est en train de changer d'architecture avec la construction massive de logements dépassant 10 étages.

## Lieux et monuments

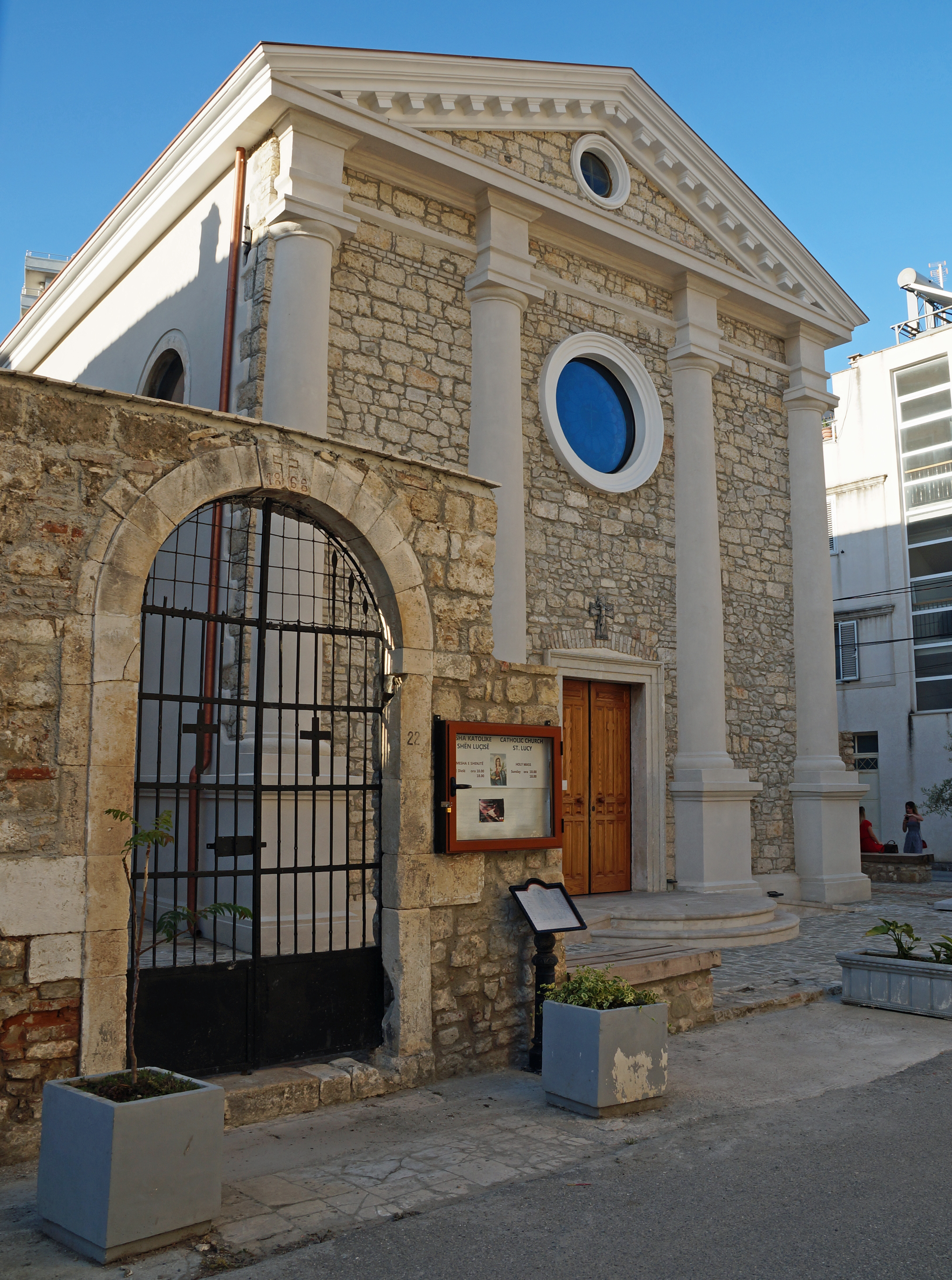
La cathédrale catholique.

- Amphithéâtre de Durrës
- Château de Durrës
- La cathédrale catholique.Cathédrale Sainte-Lucie
- Plage de Durrës

## Personnalités liées à la commune
- Liste des gouverneurs de Durrës
- Anastase Ier.
- Saint Astius.
- Jean de Durazzo.
- Charles de Durazzo.
- Constantin Cabasilas, métropolite de Dyrrachium au XIIIe siècle.
- Elvira Dones (1960-), romancière et cinéaste née à Durrës.
- Shkëlqim Troplini (1966-2020), lutteur ayant participé aux Jeux olympiques d'été de 1996.
- Adrian Suka (1967-), footballeur.
- Bujar Nishani, homme politique albanais.